# معركة وادي الصفراء
معركة وادي الصفراء، هي معركة وقعت عام 1812م في الخيف في وادي الصفراء بين المدينة وينبع، بين قوات ولاية مصر العثمانية بقيادة طوسون باشا وقوات الدولة السعودية الأولى بقيادة الأمير عبدالله بن سعود، الذي لعب دوراً كبيراً في قلب موازين المعركة، وشارك فيها جابر بن جباره العياشي أمير ينبع الموالي للدولة السعودية، وانتهت بانتصار السعوديين وانسحاب طوسون بقواته إلى ينبع، وكان من بين قتلى القوات السعودية هادي بن قرملة القحطاني ودحيم بن بصيص المطيري.
بدأت قوات الأتراك الغازية مسيرها بعد الاستيلاء على ينبع الذي هرب أميرها ابن جباره إلى المدينة المنورة، وكان الجيش السعودي قد جهز عدته بقيادة عبد الله بن سعود بن عبد العزيز بن محمد آل سعود لملاقاتهم.
قدرت أعداد الجيش العثماني بثمانية آلاف والقوات السعودية بعشرة آلاف منهم ثمانمائة من الفرسان؛ وقد سلك الأتراك طريق القوافل من ينبع فدحرتهم فرقة متقدمة من الجيش السعودي. ثم تقابل الجيشان بقواتهما الرئيسية في وادي ضيق عند أحد خيوف وادي الصفراء في حرب ضروس انتهت بدحر الأتراك، وتفرق شملهم، وهروبهم إلى سفنهم على الساحل بعد أن قتل منهم خمسة آلاف مقابل ستمائة من السعوديين ومن بينهم مقرن بن حسن بن مشاري بن سعود وهادي بن قرملة وكان ذلك في يناير 1812م.
تعد معركة وادي الصفراء، من أكبر المعارك التي خاضتها الدولة السعودية الأولى قبل معركة وادي بسل بين الطائف وتربة التي عدت الخسارة في الأخيرة لاحقا إيذانا بنهاية الدولة السعودية الأولى.

## خطة المعركة
روى عبدالرحمن بن حسن، ابن الشيخ محمد بن عبدالوهاب في رسالته: المقامات، المنشورة في كتاب الدرر السنية أحداث تلك الحرب التي حضرها، أنه عندما سقطت ينبع بعث الإمام سعود بن عبدالعزيز ابنه عبد الله أن يسير إلى قتالهم وأمره أن ينزل دون المدينة المنورة، فاجتمعت عساكر الحجاز على عثمان بن عبد الرحمن المضايفي وأهل بيشة وقحطان فنزلوا بالجديدة، فاختار عبد الله ابن الإمام سعود بن عبدالعزيز القدوم عليهم والاجتماع بهم وذلك أن قوات طوسون باشا لا زالت في ينبع. فاجتمعوا في خيف وادي الصفراء وحفروا في مضيقه خندقاً وعبأوا الجيش فيه، فصار في الخندق أهل نجد بقيادة عبد الله ابن الإمام سعود بن عبدالعزيز، وفي الجبل فوق الخندق عثمان بن عبدالرحمن المضايفي ومن معه من أهل الحجاز.
وروى عبد الرحمن الجبرتي المؤرخ المصري في تاريخه، أنه عندما وصلت قوات طوسون باشا نصبت خيامها بالصفراء قرب الجبال، وأرزت خيولهم فأخذوا يرمون من في الوادي بالقبوس وتقدموا فأخذوا يحاربون عن المتراس الأول حتى أخذوه، ومن بعده سقط الثاني ودخلوا لعمق الوادي.
عندها تقدم عثمان بن عبد الرحمن المضايفي بأهل الحجاز ومن معه من فوق الخندق ورموهم، فمالت بعض قوات طوسون باشا للجانب الأيمن من الجبل فكسرتهم القوات المرابطة فيه، فتراجعت قوات طوسون باشا للأسفل والحرب لا تزال قائمة فيه فانهزموا، عندها اندفعت قوات عبد الله ابن الإمام سعود وراءهم بالوادي وأوقعت فيهم خسائر فادحة في اليوم الثالث والأخير للمعركة.

## معلومات
1. ↑  الخيف هو ما انحدر من غِلظِ الجبل وارتفع عن مَسِيل الماءِ.